# Diecezja San Fernando de Apure
Diecezja San Fernando de Apure (łac. Dioecesis Sancti Ferdinandi Apurensis) – diecezja Kościoła rzymskokatolickiego w Wenezueli. Należy do metropolii Calabozo. Została erygowana 12 listopada 1974 roku na miejsce istniejącej od 1954 roku prałatury terytorialnej.

## Ordynariusze

### Prałaci San Fernando de Apure
- Angel Rodriguez Adolfo Polachini (1966 - 1971)
- Roberto Antonio Dávila Uzcategui (1972 - 1974)

### Biskupi San Fernando de Apure
- Roberto Antonio Dávila Uzcategui (1974 - 1992)
- Mariano José Parra Sandoval (1994 - 2001)
- Víctor Manuel Pérez Rojas (2001 - 2016)
- Alfredo Enrique Torres Rondón (od 2016)